# 120-мм полковой миномёт образца 1938 года
120-мм полковой миномёт образца 1938 года (ПМ-38) — советский миномёт калибра 120 мм. Представляет собой гладкоствольную жёсткую систему со схемой мнимого треугольника. Был разработан в конструкторском бюро под руководством Б. И. Шавырина.

## История
В 1937 году Артиллерийский комитет ГАУ начал научно-исследовательскую работу в области миномётного вооружения, в ходе выполнения которой в начале 1938 года в план оснащения РККА боевой техникой была включена система миномётного вооружения с тактико-техническими характеристиками для 50-мм, 82-мм и 120-мм миномётов.
Первые 500 минометов были сданы в 1939 году и 2115 в 1940.
На 1 января 1941 года на балансе ГАУ КА числились 2115 минометов, из которых 15 требовали ремонта.
По состоянию на 1 июня 1941 года Красная Армия имела на вооружении около 3 тыс. 120-мм миномётов.
По состоянию на 22 июня 1941 года РККА имела на вооружении около 3,8 тыс. 120-мм миномётов. По предвоенным штатам 1941 года на один стрелковый полк РККА полагалось четыре 120-мм миномёта (к концу войны, по штатам 1945 года их количество было увеличено до шести).
20 августа 1941 года ГКО СССР пересмотрел планы производства миномётов и постановил увеличить выпуск миномётов всех типов. Промышленности было предписано изготовить 169 шт. 120-мм миномётов за период с начала сентября до конца декабря 1941 года.
Выпуск 120-мм миномётов был освоен в осаждённом Ленинграде. Выпущенные миномёты использовались не только в войсках Ленинградского фронта, но и на других фронтах (в ноябре 1941 года 220 шт. 120-мм миномётов были переданы из Ленинграда в Москву и использовались в ходе битвы под Москвой, ещё 25 шт. были переданы в войска Волховского фронта). Кроме того, выпуск 120-мм полковых миномётов и 120-мм миномётных мин к ним был освоен на хабаровском заводе "Дальсельмаш".
В конце августа 1941 года перед конструкторским коллективом была поставлена задача разработать более технологичный вариант миномёта, в разработке участвовала конструкторская группа во главе с Б. И. Шавыриным (20 человек), а также инициативная группа конструкторов (Г. Д. Ширенин, В. И. Лукандер, С. Б. Добринский, А. Г. Соколов, С. П. Ванин). В результате, был разработан 120-мм полковой миномёт образца 1941 года — упрощённый и без колёсного хода.
В 1942 году в РККА началось создание специальных дивизионных и корпусных групп контрминомётной борьбы (в состав которых входили разведподразделения, подразделения 120-мм миномётов и 122-мм артиллерийские орудия), которые использовались для уничтожения 81-мм и 105-мм миномётов противника на огневых позициях.
В 1943 году конструкторский коллектив серийного завода под руководством А. А. Котова провёл модернизацию конструкции, и на вооружение был принят 120-мм полковой миномёт образца 1943 года.
| Выпускаемое орудие     | Период      | Период      | Период      | Период      | Период      | Период      | Период      | Период      | Период         | Период        | Всего        |
| ---------------------- | ----------- | ----------- | ----------- | ----------- | ----------- | ----------- | ----------- | ----------- | -------------- | ------------- | ------------ |
| Выпускаемое орудие     | 1941        | 1941        | 1942        | 1942        | 1943        | 1943        | 1944        | 1944        | 1945           | 1945          | Всего        |
| Выпускаемое орудие     | 1 полугодие | 2 полугодие | 1 полугодие | 2 полугодие | 1 полугодие | 2 полугодие | 1 полугодие | 2 полугодие | По апрель 1945 | Всего за 1945 | Всего        |
| 120-мм ПМ всех моделей | 1 260       | 2 315       | 10 046      | 15 015      | 10 284      | 5 917       | 1 889       | 1 155       | 770            | Около 1 480*  | Более 49 300 |

*Примерно. Указано 70% от выпуска 1940 года (2 115). Производство было завершено в августе - сентябре 1945 года.
Всего за 1939 - 1945 года было выпущено около 52 000 минометов. Максимум производства был достигнут в октябре 1942 года - 2 802 единицы.

## Описание
Миномёт имел приставной колёсный ход, дающий возможность буксировки четвёркой лошадей или грузовиком (с ограничением скорости из-за простой жёсткой подвески), или же погрузкой в кузов. Тот же колёсный ход позволял перекатывать миномёт силами расчёта, что было необычно для артсистемы такой мощности.
Выстрел производился накалыванием капсюля под весом мины, или же с помощью спускового механизма — в целях безопасности при стрельбе мощными зарядами. Заряд размещался в хвостовике мины; для увеличения дальности существовали дополнительные заряды в матерчатых картузах, крепившиеся вручную на хвостовик. Скорострельность достигала 15 выстрелов в минуту.

## Вопрос об оригинальности конструкции
Встречается мнение о том, что данный миномёт является «не более чем копией» французского миномёта Брандта образца 1935 года (Mortier Brandt de 120 mm mle 1935).
Однако все классические миномёты 1930-х годов были копиями или модернизированными вариантами французского миномёта «Стокс-Бранд» образца 1927 года, экземпляр которого достался Красной армии СССР в 1928 году в северном Китае. Вермахт к началу Второй Мировой войны имел миномёты калибра 105 мм (10 cm Nebelwerfer 35) в незначительном количестве.
У всех этих миномётов есть общие конструктивные признаки: схема мнимого треугольника, массивная опорная плита (круглая у советской конструкции, прямоугольная у французской и японских — что уже ставит под сомнение версию о копировании советского образца с французского или японского).
Но эти признаки носят слишком общий характер и присущи подавляющему большинству миномётов вообще.
Миномёты большого калибра (90 и даже 150 мм), начиная с 1935—1936 годов, стояли на вооружении в Японии. Несомненно, эти миномёты также были известны немецким специалистам раньше, чем советский; но, как и французский вариант, не вызвали желания их копировать.
Однако японские миномёты (как и, скорее всего, безвестный французский) были отражением концепции времен Первой мировой войны. Они создавались как мощное оружие для ближних дистанций, поэтому их дальнобойность оставалась на уровне батальонных миномётов. Это оружие позиционной войны.
Немцы, охотно принимавшие на вооружение всю сколько-нибудь достойную трофейную технику, в случае 120-мм миномёта Шавырина незамедлительно после ознакомления с ним приняли его и боеприпасы к нему на серийное производство, благодаря незначительно увеличенной длине ствола, немецкий миномёт имел большую (на 550 м) дальность стрельбы.

## Изображения

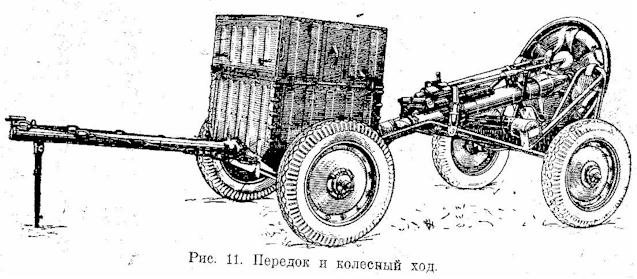
Миномёт, прицепленный к передку
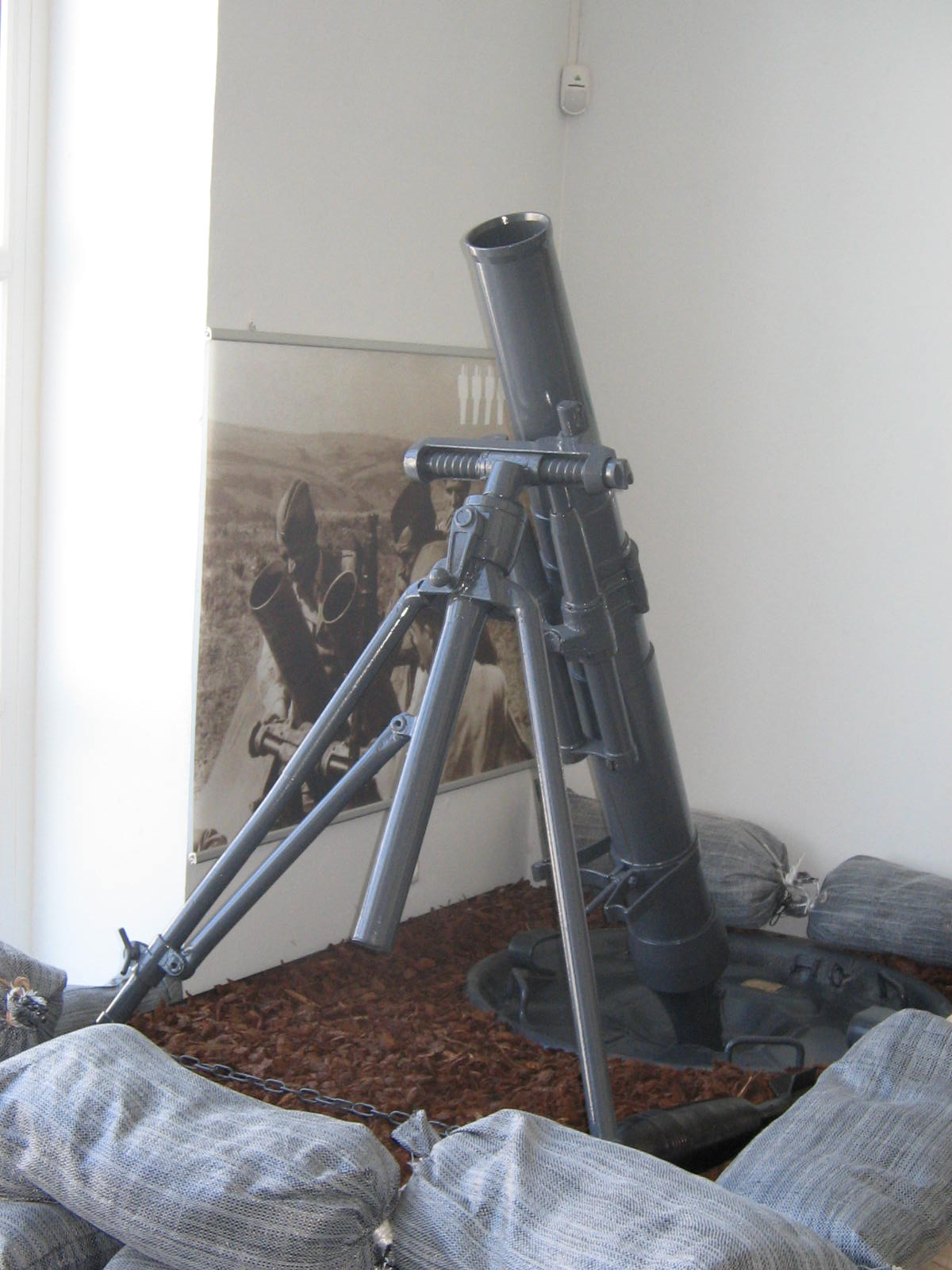
Румынская копия в боевом положении
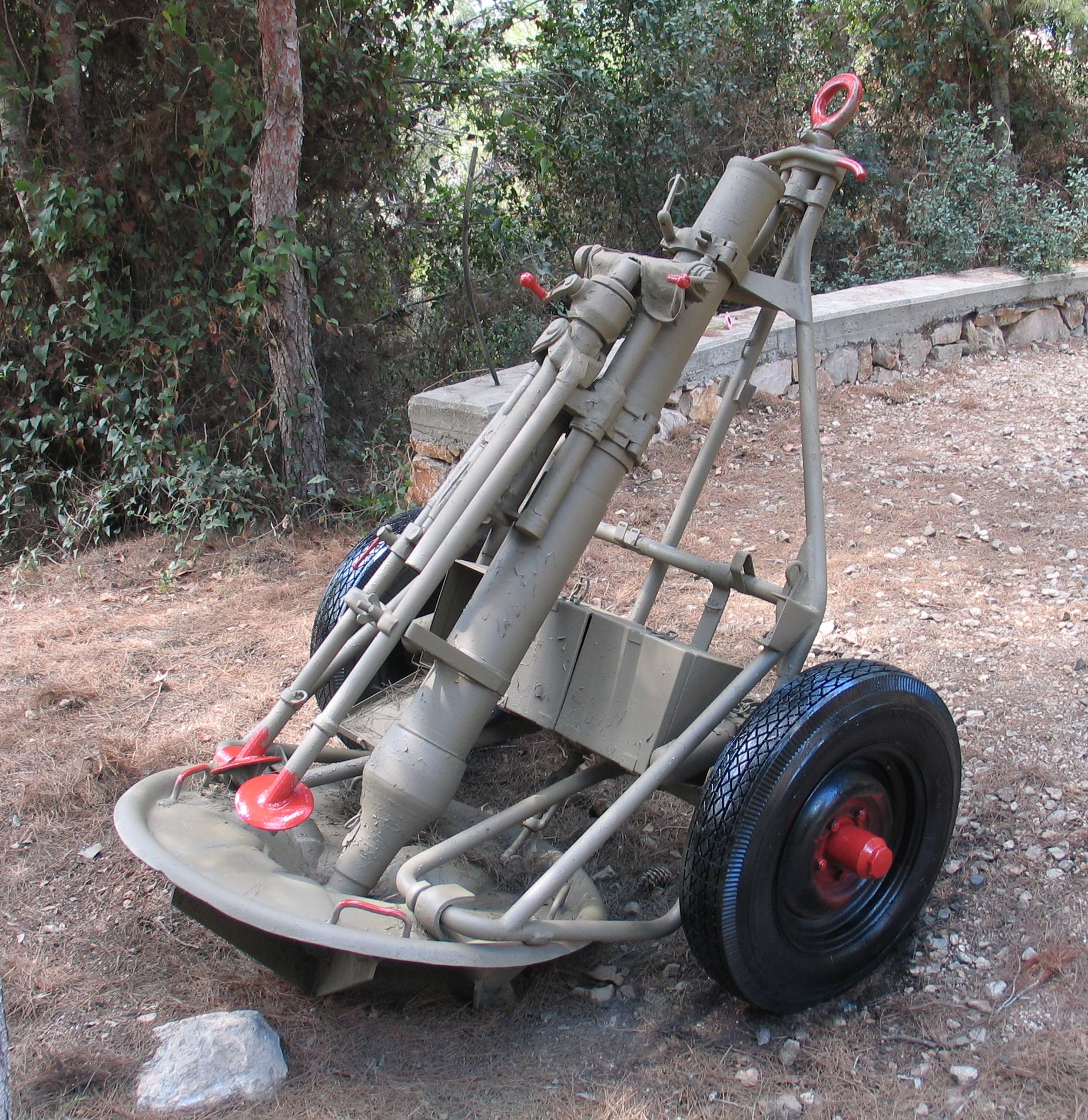
Миномёт в походном положении на колёсном ходу
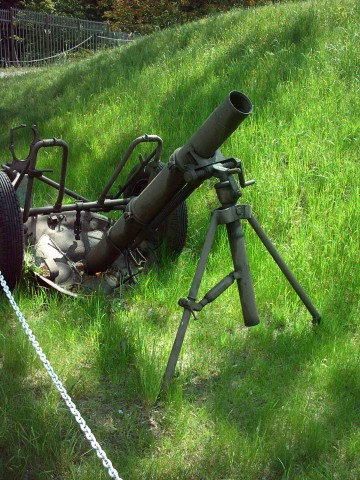
120-мм полковой миномёт ПМ-38/41
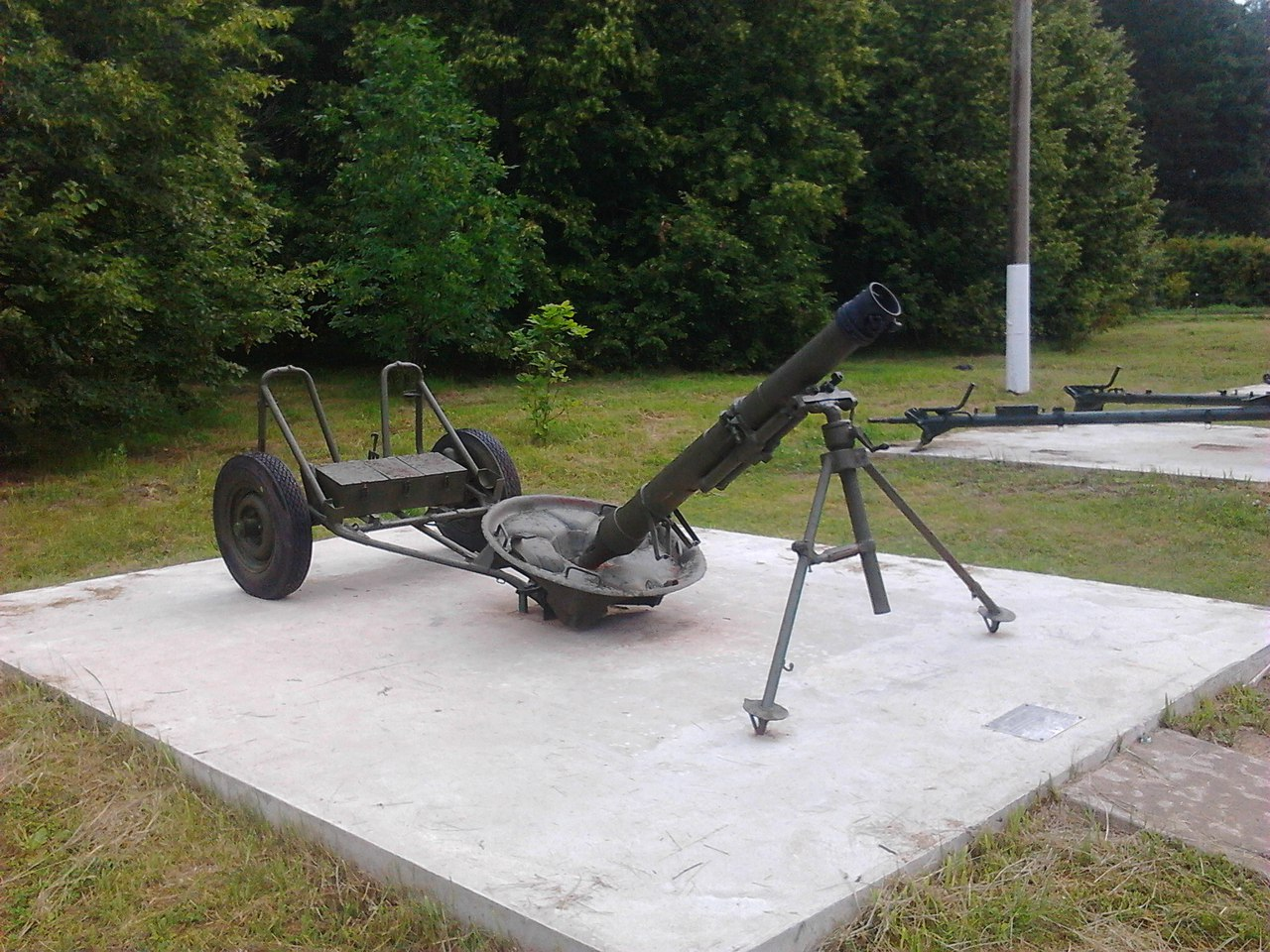
Мемориал «Рубеж Обороны» в Протвино
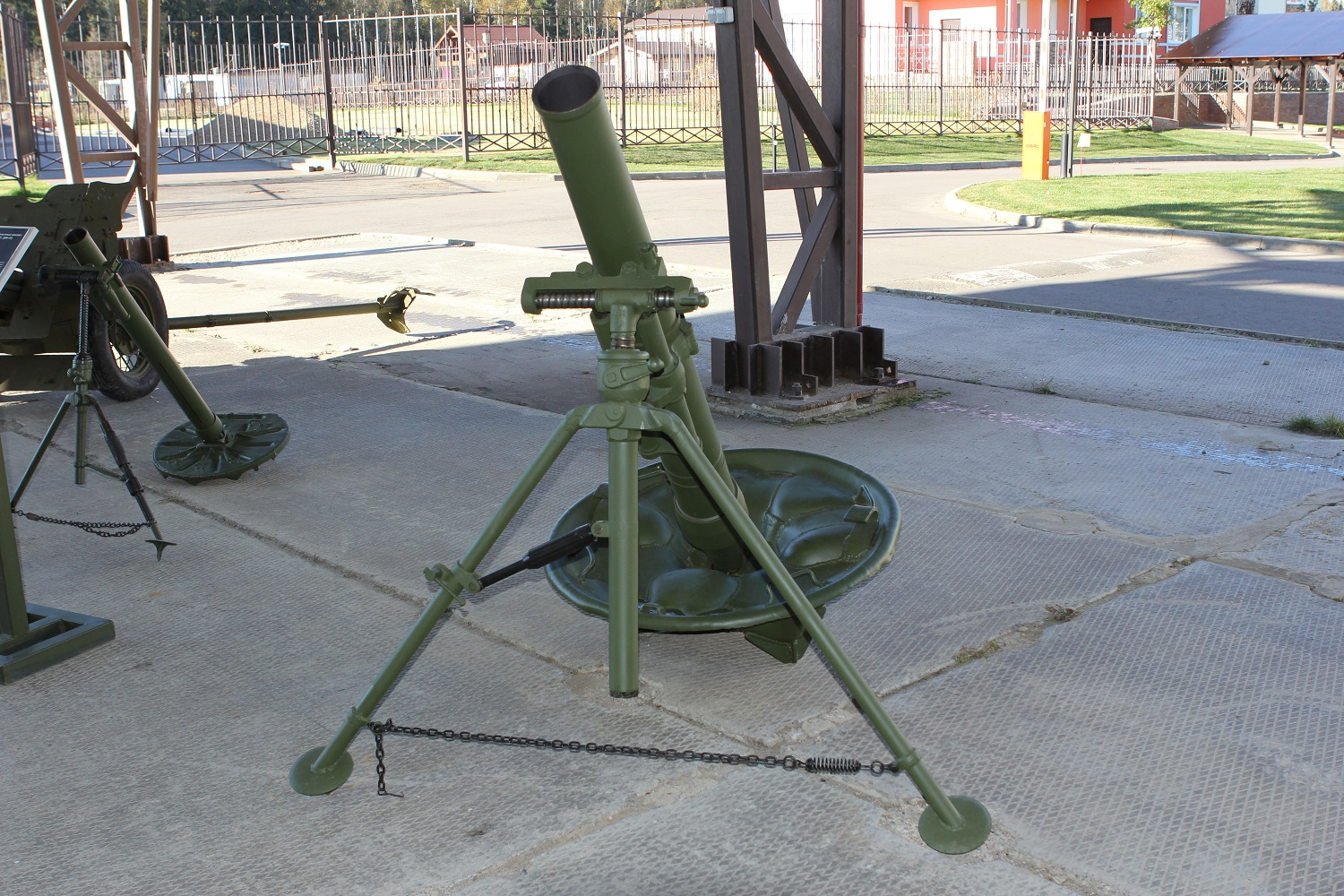
Миномёт в экспозиции Музея отечественной военной истории в Падиково
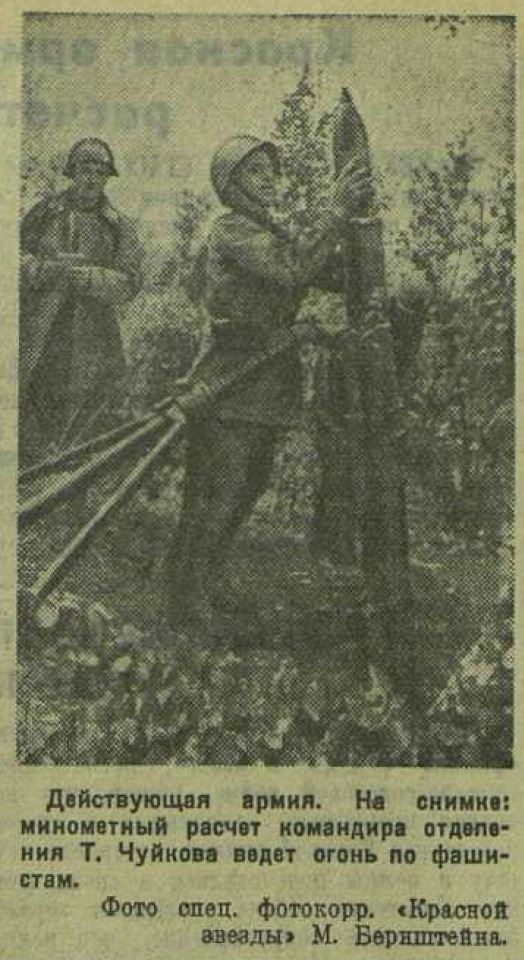
Миномётный расчёт командира отделения Т. Чуйкова ведёт огонь по фашистам. 9 августа 1941 г.
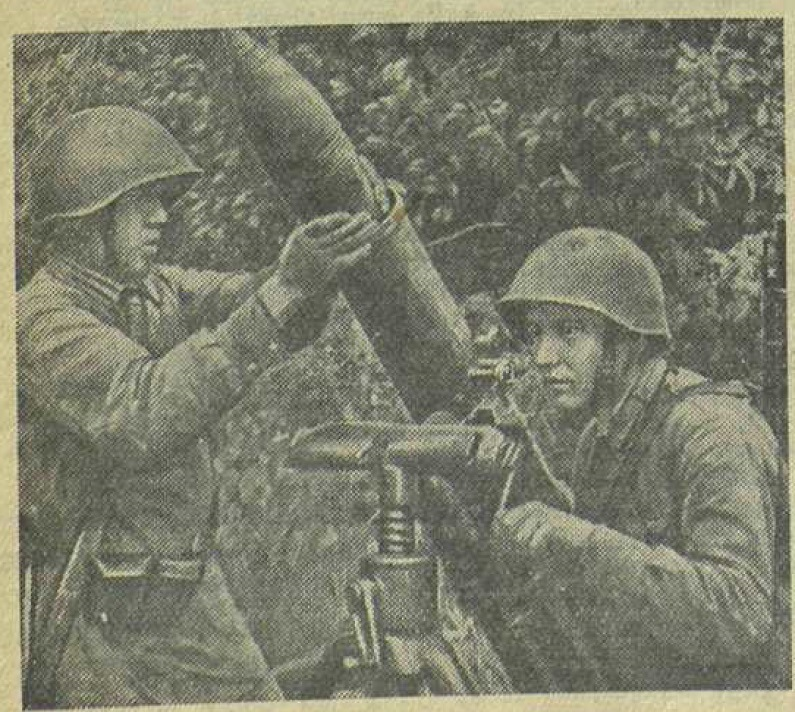
Бойцы 99-й Краснознамённой стрелковой дивизии, отличившиеся в боях с германским фашизмом. Красноармейцы-миномётчики Н. Прутьков (наводчик) и Н. Крайнев, 3 августа 1941 г.
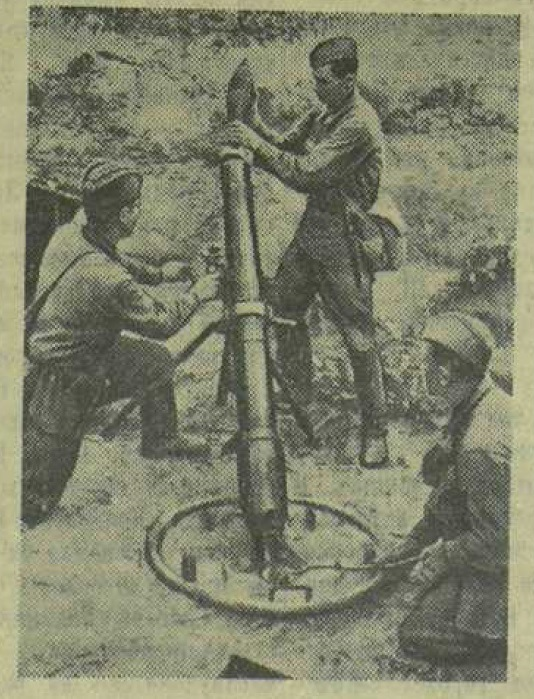
Миномётный расчёт на огневой позиции. 15 августа 1941 г

## Страны-эксплуатанты
- Азербайджан — 107 ПM-38 на хранении, по состоянию на 2017 год[12].
- Армения — 19 ПМ-38 на хранении, по состоянию на 2016 год[13].
- Молдова — 7 ПM-38 на хранении, по состоянию на 2017 год[14].
- Россия — 450 ПM-38 на хранении по состоянию на 2024 год[15]
- Туркменистан — 66 ПM-38 на хранении, по состоянию на 2017 год[16].
- Украина — 30 ПM-38 на хранении, по состоянию на 2017 год[17].

### Бывшие операторы
- СССР — принят на вооружение РККА 26 февраля 1939 года, в войска начал поступать в январе 1940 года во время советско-финской войны.
- Нацистская Германия — трофейные миномёты использовались вермахтом и поступали на вооружение охранно-полицейских формирований на оккупированной территории СССР. Миномёты образца 1938 года использовались под наименованием 12.0-cm Granatwerfer 378(r), миномёты образца 1940 года — под наименованием 12.0-cm Granatwerfer 379(r). В начале 1943 года, после изучения советских трофейных образцов и трофейной документации, для вермахта начался выпуск копии советского 120-мм миномёта под наименованием 12-cm Granatwerfer 42.

## Музейные экспонаты
- Музейный комплекс УГМК, г. Верхняя Пышма, Свердловская область.
- Выставочный комплекс «Салют, Победа!» в Оренбурге